# خوابم می‌آد
خوابم می‌آد فیلمی به کارگردانی رضا عطاران، نویسندگی احمد رفیع‌زاده و تهیه‌کنندگی محمدرضا تخت کشیان و جواد فرحانی محصول سال ۱۳۹۰ است.
در این فیلم اکبر عبدی نقش یک زن سالخورده را بازی می‌کند.خوابم می‌آد نخستین بار در سی‌امین دوره جشنواره بین‌المللی فیلم فجر روی پرده رفت و موفق شد سیمرغ بلورین بهترین کارگردانی فیلم اول را از آن خودش کند. خوابم میاد از خرداد ۱۳۹۱ به‌طور عمومی به نمایش درآمد و با فروشی بالغ بر ۲.۵ میلیارد تومان در سطح کشور به دومین فیلم پرفروش سال تبدیل شد.

## خلاصه داستان
رضا، معلمی ساده و درستکار که به سن میانسالی رسیده و در برقراری ارتباط با زن‌ها مشکل دارد و با دختری پاستیل‌فروش آشنا می‌شود. دختر، برای پیوند کلیه خواهرش با مشکل روبرو است و رضا را ترغیب به کارهایی می‌کند که باب میلش نیست و …

## بازیگران
- رضا عطاران (رضا)
- مریلا زارعی (شیرین)
- اکبر عبدی (مادر رضا)
- ناصر گیتی جاه (پدر رضا)
- ویشکا آسایش (فریبا)
- سروش صحت (سرافراز)
- اصغر سمسارزاده (سرهنگ)
- حسین محب‌اهری (پدر مانی)
- فاطمه هاشمی (مادر مانی)
- خداداد عزیزی (خداداد عزیزی)
- عزت‌الله مهرآوران (دکتر یگانه)

## جشنواره‌ها و جوایز

### سی‌امین دوره جشنواره فیلم فجر
| بخش                              | نامزد                          | نتیجه    | جایزه        |
| -------------------------------- | ------------------------------ | -------- | ------------ |
| بهترین فیلم بخش نگاه نو          | محمدرضا تخت‌کشیان و جواد فرحانی | نامزدشده |              |
| بهترین کارگردانی بخش نگاه نو     | رضا عطاران                     | برنده    | سیمرغ بلورین |
| بهترین بازیگر نقش اول مرد        | رضا عطاران                     | نامزدشده |              |
| بهترین بازیگر نقش مکمل مرد       | اکبر عبدی                      | برنده    | سیمرغ بلورین |
| بهترین بازیگر مرد در بخش نگاه نو | ناصر گیتی‌جاه                   | برنده    | لوح تقدیر    |
| بهترین بازیگر مرد در بخش نگاه نو | رضا عطاران                     | نامزدشده |              |
| بهترین چهره‌پردازی                | ایمان امیدواری                 | نامزدشده |              |
| بهترین جلوه‌های ویژه میدانی       | عباس شوقی                      | نامزدشده |              |

### چهاردهمین دوره جشن حافظ
| قسمت               | نامزد        | نتیجه    |
| ------------------ | ------------ | -------- |
| بهترین موسیقی فیلم | حمیدرضا صدری | نامزدشده |